# 리투아니아 왕국 (1918년)
리투아니아 왕국(리투아니아어: Lietuvos karalystė 리에투보스 카랄리스테)은 제1차 세계 대전 중에 독일 제국의 점령 상태에 있던 리투아니아에 수립된 왕국이다.
1918년 2월 16일에 리투아니아 독립법을 통해 러시아 제국으로부터 독립을 선포한 리투아니아는 1918년 3월 3일에 체결된 브레스트-리토프스크 조약에 따라 독립 국가로 승인받았다. 1918년 3월 23일에는 독일 제국으로부터 주권 국가로 승인받았다.
리투아니아 의회는 1918년 7월 11일에 열린 회의에서 독일 제국의 귀족인 우라흐(Urach)의 빌헬름(Wilhelm, 민다우가스 2세)을 리투아니아의 국왕으로 추대했다. 그렇지만 리투아니아 의회에서는 국왕의 선출 과정을 둘러싼 논란이 벌어졌고 군주제에 반대한 몇몇 의원들이 사퇴하는 상황이 일어났다.
독일 제국이 제1차 세계 대전에서 패전하면서 빌헬름을 리투아니아의 국왕으로 추대하려는 계획은 무산되었다. 1918년 11월 2일에 리투아니아 의회가 빌헬름을 리투아니아의 국왕으로 추대한다는 결정을 철회하면서 리투아니아에는 공화정이 수립되었다.

## 같이 보기
- 핀란드 왕국 (1918년)
- 리투아니아 왕국
- 폴란드 섭정왕국
- 발트 연합공국